# Leave Before You Love Me
Leave Before You Love Me (с англ. — «Уйди, прежде чем полюбишь меня») — песня американского звукозаписывающего продюсера Marshmello и американской поп-рок-группы Jonas Brothers, выпущенная на лейблах Republic Records и Joytime Collective 21 мая 2021 года. Продюсером выступил Marshmello, сопродюсерами — Алессо, Digital Farm Animals и Heavy Mellow; также в написании песни участвовали Ричард Бордмэн и Пабло Боумен из авторского коллектива The Six, а также Фил Плестед и Уильям Воэн. Кристиан Арнольд, Дэвид Мартин и Джефф Морроу из группы Butterscotch считаются соавторами из-за использования мелодии из их песни «Can’t Smile Without You» в припеве. Программированием занимался исключительно Marshmello, а сведением и мастерингом — Мэнни Маррокин. В песне участвуют участники Jonas Brothers: используется вокал Ника и Джо, а также бэк-вокал Кевина и его игра на гитаре. Сингл стал первым релизом Jonas Brothers в 2021 году.

## Песня
Песня описывается изданием Billboard как «сладкая поп-баллада», в которой есть «хлопки, грув и атмосфера, которая должна разбивать сердца по всему миру». Rolling Stone описывает темп песни как «гладкий, но мрачный бит поп-рока, с грувом в стиле восьмидесятых, проходящим под убитыми горем гармониями Jonas Brothers». Песня была анонсирована 20 мая 2021 года, за день до её релиза.

## Музыкальное видео
В день выхода песни на YouTube-канале Jonas Brothers опубликовано музыкальное видео, сопровождающееся текстом песни. Официальное музыкальное видео на песню, снятое режиссёром Кристианом Бреслауэром, было выпущено на YouTube-канале Marshmallo 24 мая 2021 года. Он и Jonas Brothers выступают в метро и на крыше по ночам. Визуальные эффекты начинаются с того, что Ник из Jonas Brothers сидит один в поезде метро, а затем присоеденяется к своим коллегам по группе и Marshmallo на платформе метро, а затем на крыше. Он и его старший брат Джо исполняют песню.

## Исполнение наBillboardMusic Awards
Marshmallo и Jonas Brothers исполнили песню на церемонии вручения премии Billboard Music Awards 23 мая 2021 года, через два дня после выхода песни. Jonas Brothers также исполнили «Sucker», «Only Human», «Remember This» и «What a Man Gotta Do».

## Чарты
| Чарт (2021—2022)                      | Высшая Позиция |
| ------------------------------------- | -------------- |
| Австралия (ARIA)                      | 26             |
| Австрия (Ö3 Austria Top 40)           | 63             |
| Бельгия/Фландрия (Ultratop 50)        | 32             |
| Бельгия/Валлония (Ultratop 50)        | 7              |
| Канада (Billboard Canadian Hot 100)   | 7              |
| Канада (Billboard AC)                 | 1              |
| Канада (Billboard CHR/Top 40)         | 4              |
| Канада (Billboard Hot AC)             | 2              |
| СНГ (TopHit)                          | 3              |
| Чехия (Rádio — Top 100)               | 22             |
| Мир (Billboard Global 200)            | 40             |
| Венгрия (Rádiós Top 40)               | 3              |
| Венгрия (Single Top 40)               | 8              |
| Ирландия (IRMA)                       | 37             |
| Japan Hot Overseas (Billboard)        | 7              |
| Литва (AGATA)                         | 31             |
| Mexico Airplay (Billboard)            | 2              |
| Нидерланды (Dutch Top 40)             | 8              |
| Нидерланды (Single Top 100)           | 30             |
| New Zealand Hot Singles (RMNZ)        | 14             |
| Польша (Polish Airplay Top 100)       | 4              |
| Португалия (AFP)                      | 92             |
| Румыния (Airplay 100)                 | 20             |
| Россия (TopHit)                       | 6              |
| Сингапур (RIAS)                       | 15             |
| Словакия (Rádio — Top 100)            | 3              |
| Словакия (Singles Digitál Top 100)    | 42             |
| ЮАР (RISA)                            | 41             |
| Республика Корея (Gaon)               | 111            |
| Sweden Heatseeker (Sverigetopplistan) | 19             |
| Великобритания (OCC UK Singles)       | 24             |
| Украина (TopHit)                      | 10             |
| США (Billboard Hot 100)               | 19             |
| США (Billboard Adult Contemporary)    | 6              |
| США (Billboard Adult Pop Airplay)     | 5              |
| США (Billboard Pop Airplay)           | 9              |
| US Rolling Stone Top 100              | 41             |

| Чарт (2021)                        | Позиция |
| ---------------------------------- | ------- |
| Австрия (ARIA)                     | 85      |
| Бельгия (Ultratop Wallonia)        | 48      |
| Канада (Canadian Hot 100)          | 25      |
| СНГ (Tophit)                       | 36      |
| Global 200 (Billboard)             | 138     |
| Венгрия (Single Top 40)            | 57      |
| Нидерланды (Dutch Top 40)          | 22      |
| Нидерланды (Single Top 100)        | 81      |
| Польша (ZPAV)                      | 40      |
| Russia Airplay (Tophit)            | 41      |
| США Billboard Hot 100              | 63      |
| США Adult Contemporary (Billboard) | 24      |
| США Adult Top 40 (Billboard)       | 15      |
| США Mainstream Top 40 (Billboard)  | 32      |

## Сертификации
| Регион                                                                      | Сертификация  | Продажи |
| --------------------------------------------------------------------------- | ------------- | ------- |
| Австралия (ARIA)                                                            | 2× Платиновый | 140 000 |
| Дания (IFPI Danmark)                                                        | Золотой       | 45 000  |
| Польша (ZPAV)                                                               | Платиновый    | 50 000  |
| Португалия (AFP)                                                            | Золотой       | 5000    |
| Великобритания (BPI)                                                        | Платиновый    | 600 000 |
| Данные о продажах + прослушиваниях приведены только на основе сертификации. |               |         |